# Trechus hydropicus
Trechus hydropicus är en skalbaggsart som beskrevs av Horn. Trechus hydropicus ingår i släktet Trechus och familjen jordlöpare. Inga underarter finns listade i Catalogue of Life.